# Ted Ginn
Pour les articles homonymes, voir Ginn.
(en) Statistiques sur pro-football-reference
Theodore « Ted » Ginn Jr., né le 12 avril 1985 à Cleveland (Ohio), est un joueur américain de football américain qui évolue au poste de wide receiver et kick returner.

## Biographie
Il effectua sa carrière universitaire aux Ohio State Buckeyes de l'Université de l'État de l'Ohio et fut drafté en 2007 à la 9e place (premier round) par les Dolphins de Miami.
Après trois saisons avec les Dolphins, il est échangé en 2010 aux 49ers de San Francisco contre un cinquième tour de draft.
En 2013, il rejoint les Panthers de la Caroline, en 2014 les Cardinals de l'Arizona, avant de revenir en 2015 en Caroline.
Son père, Ted Ginn Sr., est entraîneur sportif de la Glenville High School.